# Fischer Lajos (labdarúgó)
Fischer Lajos (Budapest, 1902. április 7. – New York, 1978. január 1. ) válogatott labdarúgó, kapus.

## Pályafutása

### Klubcsapatban
1924 és 1926 között a Vívó és Atlétikai Club (VAC) labdarúgója volt. 1926–27-ben az amerikai Brooklyn Wanderers csapatában játszott.

### A válogatottban
1924 és 1926 között kilenc alkalommal védett a magyar válogatottban.

## Sikerei, díjai
- Magyar bajnokság
  - 7.: 1924–25
- Amerikai bajnokság
  - 2.: 1926–27

## Statisztika

### Mérkőzései a válogatottban
| Magyarország | Magyarország         | Magyarország                    | Magyarország  | Magyarország | Magyarország  | Magyarország | Magyarország | Magyarország |
| #            | Dátum                | Helyszín                        | Hazai         | Eredmény     | Vendég        | Kiírás       | Gólok        | Esemény      |
| ------------ | -------------------- | ------------------------------- | ------------- | ------------ | ------------- | ------------ | ------------ | ------------ |
| 1.           | 1924. augusztus 31.  | Budapest, Üllői úti pálya       | Magyarország  | 4 – 0        | Lengyelország | barátságos   | -            |              |
| 2.           | 1924. szeptember 21. | Budapest, Üllői úti pálya       | Magyarország  | 4 – 1        | Németország   | barátságos   | -            | 30'          |
| 3.           | 1925. március 25.    | Budapest, Hungária körúti pálya | Magyarország  | 5 – 0        | Svájc         | barátságos   | -            |              |
| 4.           | 1925. május 5.       | Bécs, Hohe Warte                | Ausztria      | 3 – 1        | Magyarország  | barátságos   | -            |              |
| 5.           | 1925. május 21.      | Budapest, Hungária körúti pálya | Magyarország  | 1 – 3        | Belgium       | barátságos   | -            |              |
| 6.           | 1925. október 11.    | Prága, Sparta-pálya             | Csehszlovákia | 2 – 0        | Magyarország  | barátságos   | -            |              |
| 7.           | 1925. november 8.    | Budapest, Üllői úti pálya       | Magyarország  | 1 – 1        | Olaszország   | barátságos   | -            | 51'          |
| 8.           | 1926. február 14.    | Brüsszel, Daring Club-pálya     | Belgium       | 0 – 2        | Magyarország  | barátságos   | -            |              |
| 9.           | 1926. június 6.      | Budapest, Üllői úti pálya       | Magyarország  | 2 – 1        | Csehszlovákia | barátságos   | -            | 88'          |
|              | Összesen             |                                 |               | 9            | mérkőzés      |              | 0            | gól          |